# Part de marché
La part de marché d'un produit, d'un service, ou d'une entreprise d'un marché donné est le pourcentage de ses ventes sur ce marché par rapport au total des ventes de ce produit faites par ses concurrents et elle-même. Le marché d'un produit donné est le volume ou la valeur totale des produits semblables vendus par tous les concurrents (pendant une période donnée, qui va du mois à l'année, et sur une zone géographique donnée, généralement un pays).
La part de marché et mieux, sa progression, est l'indicateur clé de la compétitivité d'une offre. Sur un marché en expansion dont les ventes totales progressent, la progression des ventes. Dit autrement la part de marché d'un produit, d'un service, ou d'une entreprise est la comparaison entre le chiffre d'affaires (ou alternativement le nombre d'unités vendues, le nombre de clients, etc.) par rapport au même critère pour l'ensemble des entreprises présentes sur un marché donné.

## Histoire
Le concept est inventé en 1932 par Arthur Nielsen, fondateur en 1923 de la Nielsen Company dans le cas des produits de grande consommation.

## Indicateur de compétitivité

### Smartphones
Prenons le marché mondial du smartphone. De 2009 à 2012, les ventes de Nokia et de Blackberry se maintiennent.
| Marques    | Q1 2009 | Q2 2009 | Q3 2009 | Q4 2009 | Q1 2010 | Q2 2010 | Q3 2010 | Q4 2010 | Q1 2011 | Q2 2011 | Q3 2011 | Q4 2011 | Q1 2012 | Q2 2012 | Q3 2012 |
| ---------- | ------- | ------- | ------- | ------- | ------- | ------- | ------- | ------- | ------- | ------- | ------- | ------- | ------- | ------- | ------- |
| Samsung    |         | 1,1     | 1,3     | 1,8     | 2,4     | 3,6     | 7,2     | 9,7     | 10,8    | 17,3    | 28,1    | 36      | 42,2    | 50,2    | 56,3    |
| Apple      | 3,8     | 5,2     | 7,4     | 8,7     | 8,7     | 8,4     | 14,1    | 16,2    | 18,7    | 20,3    | 17,1    | 37      | 35,1    | 26      | 26,9    |
| Nokia      | 13,7    | 16,9    | 16,4    | 20,8    | 21,5    | 24      | 26,5    | 28,3    | 24,2    | 17,3    | 17,8    | 19,6    | 11,9    | 10,2    |         |
| Blackberry | 7,3     | 8       | 8,5     | 10,7    | 10,6    | 11,2    | 12,4    | 14,6    | 13,9    | 12,4    | 11,8    | 13      | 9,7     |         |         |

Si l'on passe en part de marché, elles chutent et annonce la chute.
| Marques    | Q1 2009 | Q2 2009 | Q3 2009 | Q4 2009 | Q1 2010 | Q2 2010 | Q3 2010 | Q4 2010 | Q1 2011 | Q2 2011 | Q3 2011 | Q4 2011 | Q1 2012 | Q2 2012 |
| ---------- | ------- | ------- | ------- | ------- | ------- | ------- | ------- | ------- | ------- | ------- | ------- | ------- | ------- | ------- |
| Samsung    |         | 2,6 %   | 3       | 3,3     | 4,3     | 5,6     | 8,9     | 9,6     | 10,8    | 16,2    | 20      | 22,8    | 29,1    | 32,6    |
| Apple      | 10,9    | 12,1    | 17,3    | 16,1    | 15,7    | 13      | 17,4    | 16,1    | 18,8    | 19,1    | 14,5    | 23,4    | 24,2    | 16,9    |
| Nokia      | 39,3    | 39,4    | 38,3    | 38,6    | 38,8    | 37,3    | 32,7    | 28      | 24,3    | 15,7    | 14,2    | 12,4    | 8,2     | 6,6     |
| Blackberry | 20,9    | 18,6    | 19,9    | 19,9    | 19,1    | 17,4    | 15,3    | 14,5    | 14      | 11,6    | 10      | 8,2     | 6,7     |         |

### Navigateurs web

Parts de marché depuis 2004, selon Net Applications.

## Formules générales de calcul
- Part de marché globale = Chiffre (ou volume) d'affaires de l'entreprise / Chiffre (ou volume) d'affaires du secteur
- Part de marché relative = Chiffre (ou volume) d'affaires de l'entreprise / Chiffre (ou volume) d'affaires du principal concurrent

Les résultats obtenus sont à exprimer en pourcentage.

## Affinage du concept
La part de marché peut aussi être calculée sur un segment de clientèle pour affiner l'analyse. C'est un aspect important pour cibler l'action commerciale, notamment pour les entreprises spécialisées dans des « niches » de marché plutôt que visant le marché de masse.

## Intérêt pour l'entreprise
La part de marché et la croissance de celle-ci comparée à l'évolution de celles des divers concurrents, sont des critères fondamentaux de performance des entreprises.
Les entreprises peuvent ainsi être classées en :
- leaders (et coleaders) de marché : cette position de généraliste dominant, occupant une forte part du marché permet habituellement une bonne rentabilité de l'entreprise. Elle permet souvent à la fois d'amortir les coûts sur de grosses quantités (économies d'échelle), et de fixer des prix apportant une marge importante grâce à la notoriété et la présence commerciale ;
- suiveurs : cette position d'acteur marginal est très délicate. Elle conduit généralement à une rentabilité médiocre et peut menacer la survie même de l'affaire ;
- spécialistes : occupant une simple niche de marché. Une petite entreprise peut être florissante si elle vise une politique d'excellence basée sur un ciblage étroit de la gamme de produits et du type de clientèle.

Cela explique les stratégies à plus ou moins long terme d'occupation des marchés, et aussi que, au niveau opérationnel courant, la part de marché soit l'un des objectifs chiffrés cruciaux de tout plan marketing.